# Bahnhof Bad Bramstedt
Der Bahnhof Bad Bramstedt, bis 1910 Bramstedt, ist ein Bahnhof der AKN Eisenbahn an der Bahnstrecke Hamburg-Altona–Neumünster in Bad Bramstedt.

## Geschichte

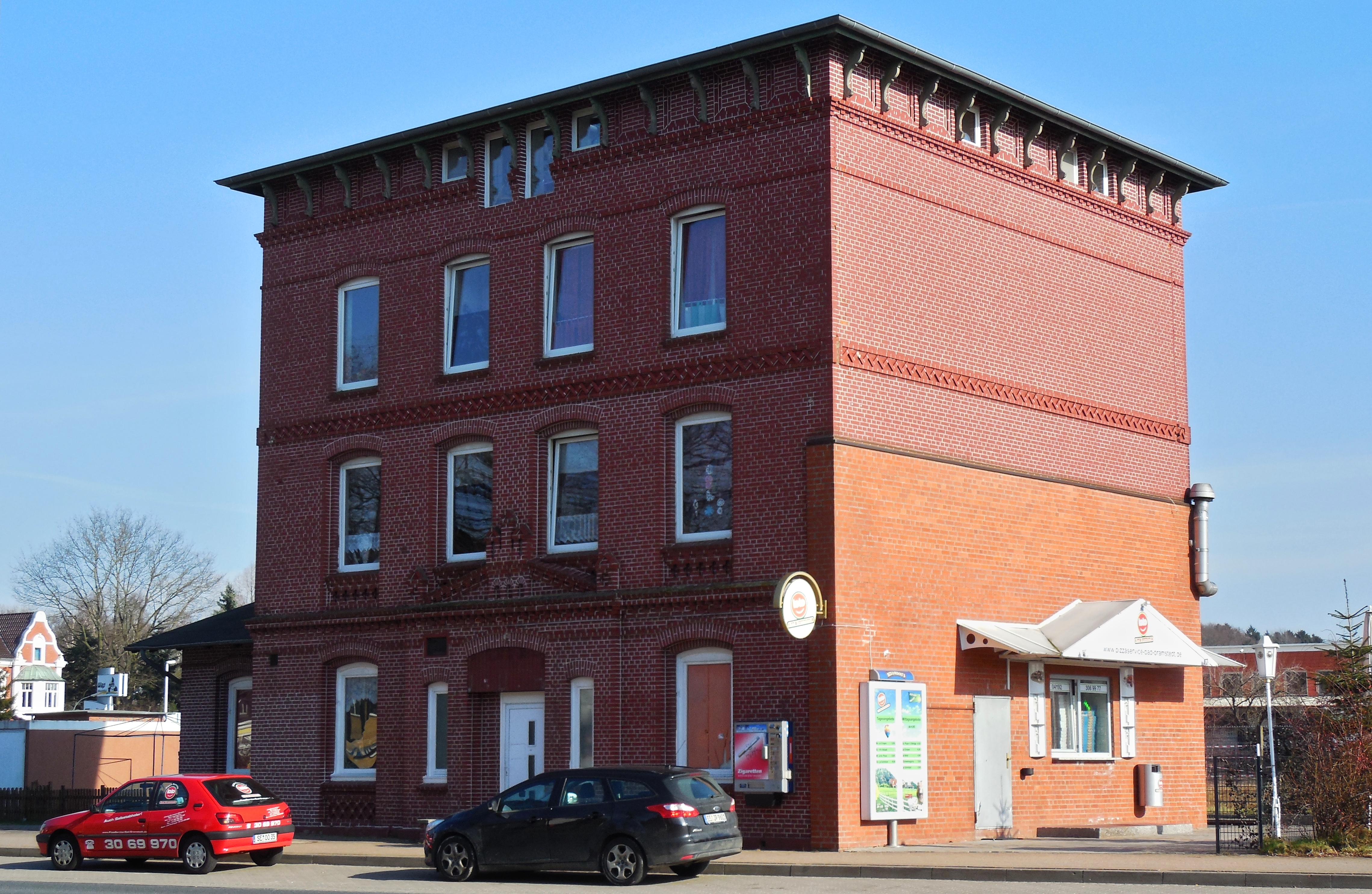
Ehemaliges Empfangsgebäude, 2014

Der Bahnhof Bramstedt wurde von der Altona-Kaltenkirchener Eisenbahn-Gesellschaft am 20. August 1898 zusammen mit der Verlängerung der Bahnstrecke Altona–Kaltenkirchen bis Bramstedt eröffnet. 1910 wurde die Betriebsstelle in Bad Bramstedt umbenannt, da die Gemeinde im gleichen Jahr ein Moorheilbad wurde den Namenszusatz Bad erhielt.
Mit der Eröffnung des Streckenabschnitts Bad Bramstedt–Neumünster Süd am 1. August 1916 wurde der Bahnhof zum Zwischenbahnhof. Im selben Jahr wurde das Empfangsgebäude aus Mauerziegeln errichtet.

## Lage und Aufbau
Der Bahnhof liegt östlich des städtischen Zentrums von Bad Bramstedt.
Am durchgehenden Hauptgleis und am Ausweichgleis liegt jeweils ein 80 m langer und 76 cm hoher Bahnsteig.
Außerdem gibt es noch ein einseitig angebundenes Abstellgleis.
Am Bahnhof besteht eine Park-and-Ride-Anlage.

## Verkehr
Die Linie A2 verkehrt täglich ganztägig im 60-Minuten-Takt mit Verstärkern Richtung Norderstedt montags bis freitags. Zum Einsatz kommen Dieseltriebwagen vom Typ LINT 54 von Alstom.
| Linie | Verlauf |
| ----- | --- |
| A2    | Norderstedt Mitte – Moorbekhalle – Friedrichsgabe – Quickborner Straße – Haslohfurth – Meeschensee – Ulzburg Süd – Henstedt-Ulzburg – Kaltenkirchen Süd – Kaltenkirchen – Holstentherme – dodenhof – Nützen – Lentföhrden – Bad Bramstedt Kurhaus – Bad Bramstedt – Wiemersdorf – Großenaspe – Boostedt – Neumünster Süd – Neumünster |

Im Jahr 2018 stiegen hier täglich rund 1200 Personen ein und aus.
Am Bahnhof verkehren außerdem die Buslinien 6551, 7500, 7503, 7504, 7505, 7506, 7508, 7600, 7609 und 7620, welche unter anderem in Richtung Bad Segeberg und Wrist verkehren.
Der Bahnhof liegt im Tarif des Hamburger Verkehrsverbundes.